# Gothem
Gothem is een plaats in de gemeente, landschap en eiland Gotland en de provincie Gotlands län in Zweden. De plaats heeft 56 inwoners (2005) en een oppervlakte van 22 hectare.

## Verkeer en vervoer
Bij de plaats loopt de Länsväg 146.